# 금호고속
금호고속(錦湖高速, Kumho Buslines)은 광주광역시를 거점으로 하는 운송 기업이다. 1948년에 세운 광주여객자동차가 시초며, 1993년 금호고속으로 사명을 변경하기 이전에는 달리는 거북이 그림과 함께 "광주고속"이라는 이름을 썼다.
2020년 10월 5일 고속사업을 담당하는 금호익스프레스 주식회사를 분할했다.
차적지는 전라남도 화순군이다.

## 연혁

### 금호고속 주식회사
- 1946년 4월: 박인천, 광주택시 설립
- 1948년 9월: 주식회사 광주여객자동차 설립
- 1968년 10월: 경부선 고속버스 사업 인가
- 1970년 5월: 고속버스 운행 개시
- 1971년 11월: 호남선 고속버스 사업 인가
- 1972년 12월: 주식회사 광주고속으로 상호 변경
- 1984년 10월: 주식회사 금호건설과 합병
- 1987년 12월: 동서울 기점 운행 개시
- 1991년 7월: 광주 우치동물원(금호패밀리랜드) 사업 추가
- 1992년 3월: 자동주유기(C.L.S) 사업 개시
- 1992년 6월: 광주 서구 광주종합버스터미널 신축 이전
- 1992년 10월: 우등고속버스 운행개시
- 1993년 12월: 주식회사 금호건설로 상호 변경
- 1995년 4월: 중국 진출
- 1997년 3월: 금호건설 주식회사로 상호 변경
- 1999년 2월: 금호건설(주) 금호타이어와 금호산업(주)로 합병
- 2002년 5월: 전세버스 사업 추가
- 2005년 9월: 코오롱고속 인수, 합병
- 2006년 8월: 광천동터미널 리모델링, 유스퀘어 개관
- 2006년 10월: 금호터미널(주)와 물적 분할
- 2007년 11월: 베트남 진출
- 2008년 4월: 속리산고속 인수
- 2008년 8월: 캄보디아 노선 운행 (베트남 - 캄보디아)
- 2009년 5월: 유스퀘어 문화관 개장
- 2011년 11월: 금호산업에서 분리
- 2012년: 전국 고속버스 회사 중 최초로 전 차량을 LED 행선판으로 교체 (속리산고속 포함)[1]
- 2012년 8월: 금호산업이 보유지분 전체를 사모투자전문회사에 매각, 금호아시아나그룹에서 계열 분리[2]
- 2013년 1월: KH고속투자 합병
- 2014년 2월: 전세사업부 서울법인 설립
- 2015년 5월: 금호터미널이 사모투자전문회사의 보유지분 전체를 매입, 금호터미널 계열사 및 금호아시아나그룹으로 재편입[3]
- 2015년 7월: 안성지점 폐쇄
- 2015년 10월: 금호터미널이 보유지분 전체를 칸서스KHB주식회사에 매각, 금호아시아나그룹에서 계열 재분리[4]
- 2015년 10월: 부산광역시 사상구 새벽로223번길 49 (괘법동)에 지점 설치
- 2017년 6월: 칸서스KHB주식회사가 보유하고 있던 주식 전부를 제이앤케이제삼차주식회사가 매수함에 따라 금호아시아나그룹으로 재편입.
- 2017년 11월: 금호홀딩스에 합병 및 지주사 변경
- 2018년 3월: 회사명을 금호고속 주식회사로 변경.
- 2021년 9월: 금호티엔아이가  속리산고속을 동부고속, 파이오니아[5], 휘밸류[6], 애스턴[7] 컨소시엄에 매각

### 금호익스프레스주식회사
- 2020년 10월: 금호고속 주식회사에서 분할되어 금호익스프레스 주식회사 설립.

## 운행 차량
기아
- 기아 뉴 그랜버드 그린필드
- 기아 뉴 그랜버드 이노베이션 선샤인
- 기아 뉴 그랜버드 이베이션 실크로드
- 기아 그랜버드 슈퍼 프리미엄 선샤인
- 기아 그랜버드 슈퍼 프리미엄 실크로드

현대자동차
- 현대 쏠라티
- 현대 뉴 프리미엄 유니버스 스페이스 럭셔리
- 현대 뉴 프리미엄 유니버스 익스프레스 노블
- 현대 뉴 프리미엄 유니버스 익스프레스 프레스티지
- 현대 뉴 프리미엄 유니버스 노블
- 현대 뉴 프리미엄 유니버스 노블 EX
- 현대 뉴 프리미엄 유니버스 프레스티지
- 현대 뉴 프리미엄 유니버스 프레스티지 EX

## 운행 노선
2015년 11월 기준이다.
| 운행업체 | 보유 노선수 | 보유 노선수 | 보유 노선수 | 보유 노선수 | 등록 대수 | 등록 대수 | 등록 대수 | 등록 대수 | 등록 대수 |
| -------- | ----------- | ----------- | ----------- | ----------- | --------- | --------- | --------- | --------- | --------- |
| 운행업체 | 노선 합계   | 직행        | 일반        | 고속        | 대수 합계 | 직행      | 일반      | 고속      | 예비      |
| 금호고속 | 382         | 285         | -           | 97          | 1,108     | 430       | -         | 673       | 5         |

코오롱고속의 인수·합병을 시초로 하여, 광진고속의 운수권 양도 및 양수, 가야강남고속의 일부 노선 인수, 속리산고속의 인수로 공격적으로 노선을 확충하고 있다. 광주광역시와 전라남도를 거점으로 시외버스가 운행하고 고속버스는 전국적 대부분 노선을 운행중이다.

## 사진

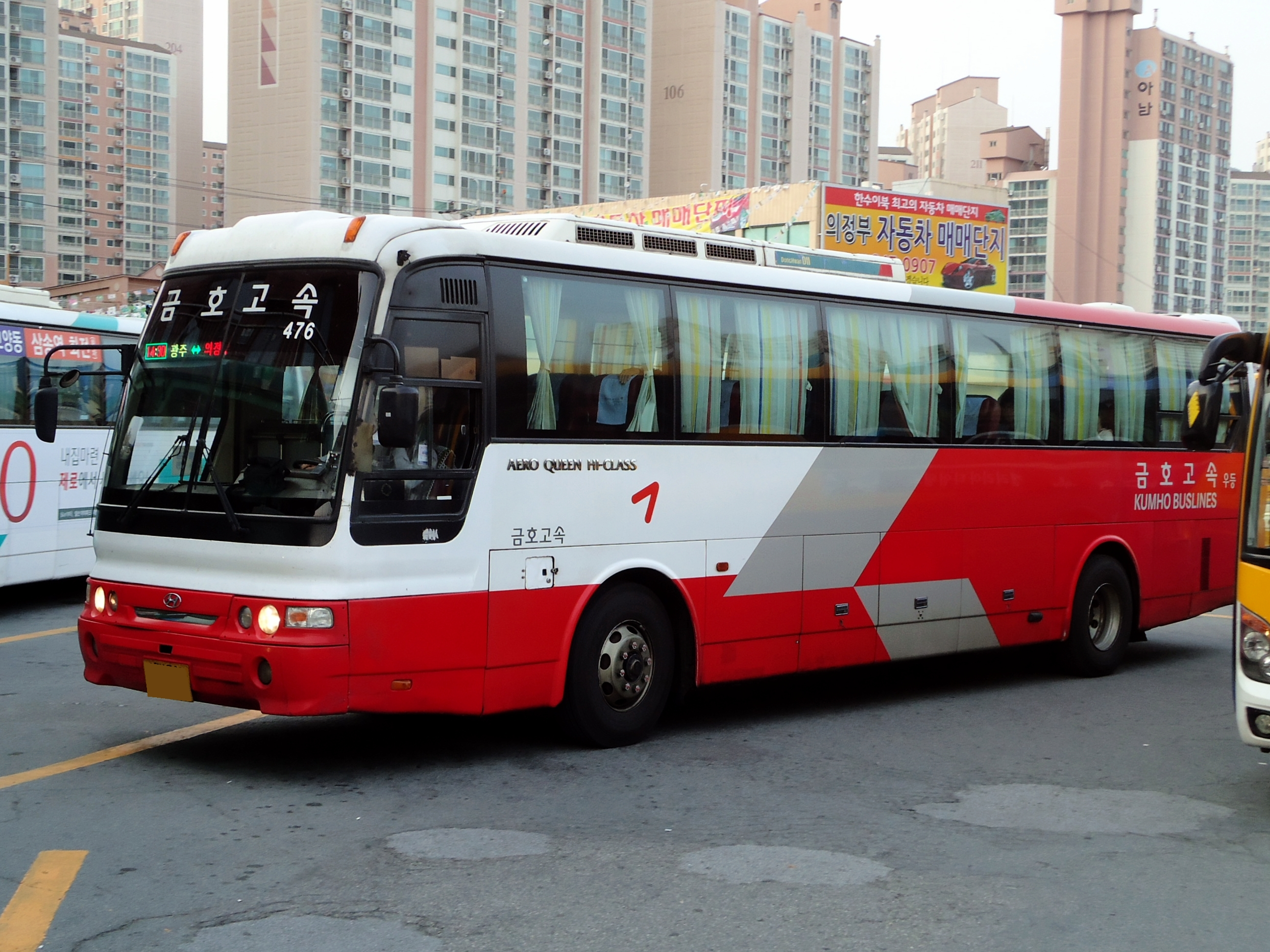
현대 에어로 퀸 하이 클래스
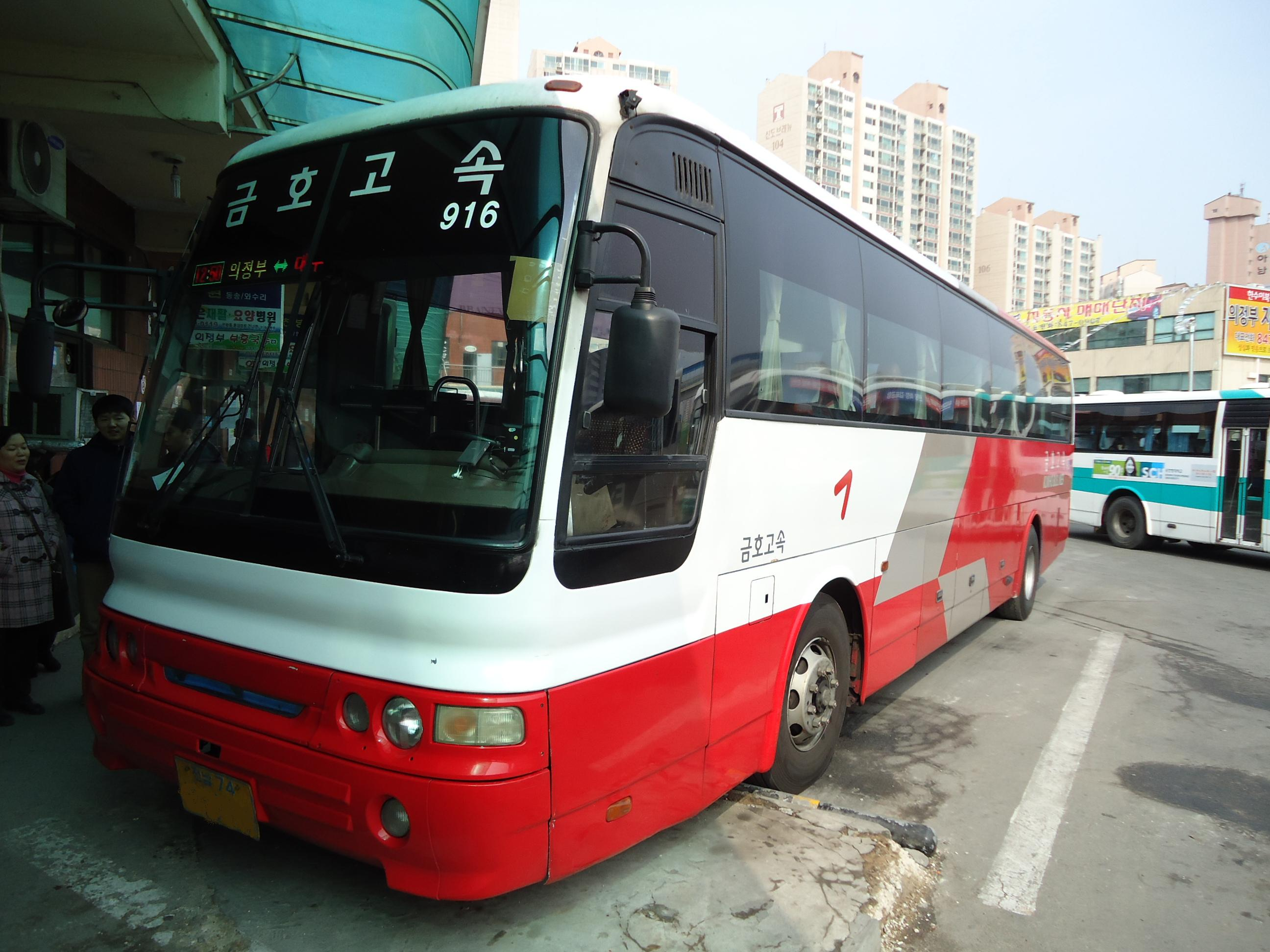
현대 에어로 퀸
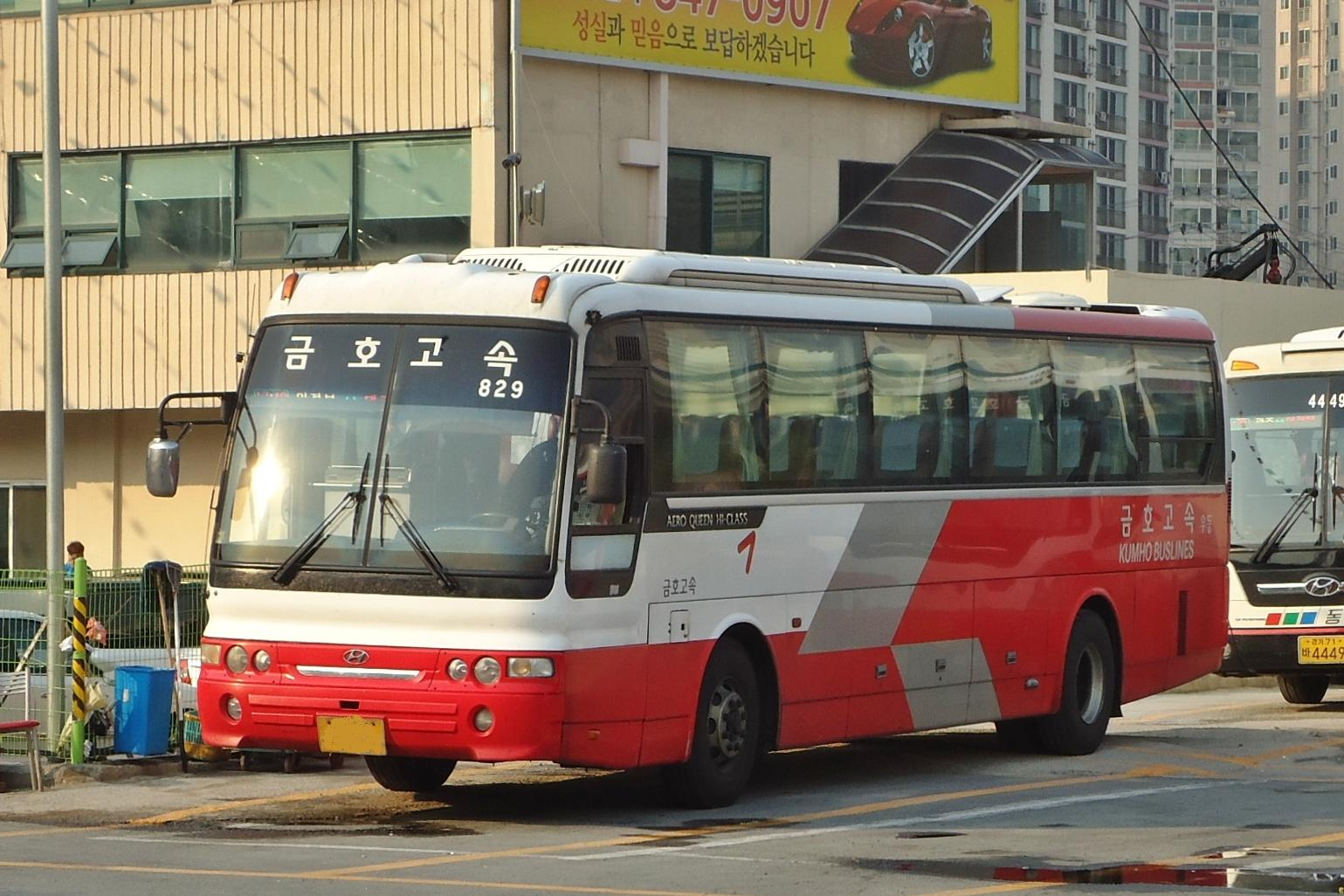
현대 뉴 에어로 퀸 하이 클래스
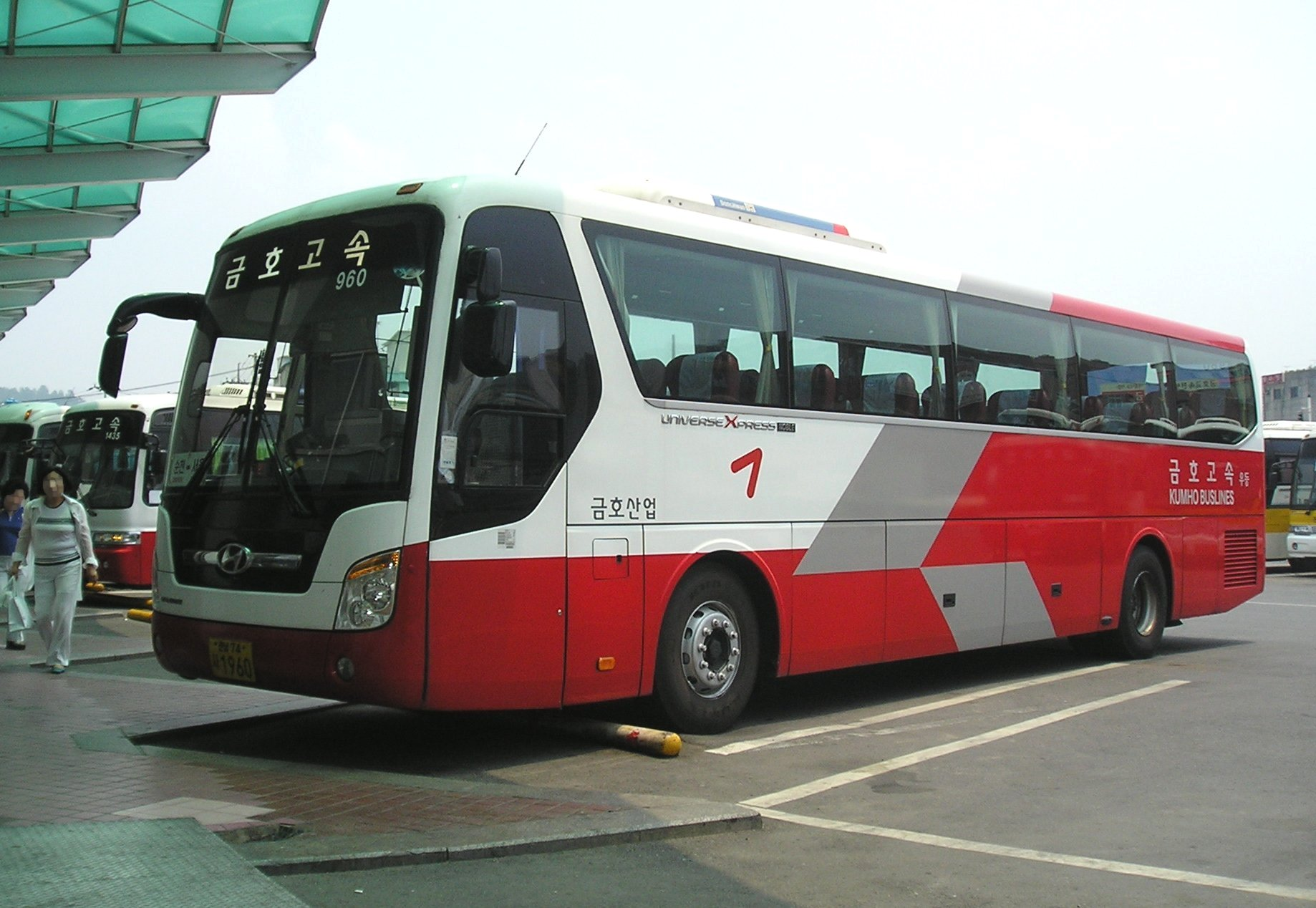
현대 유니버스 익스프레스 노블
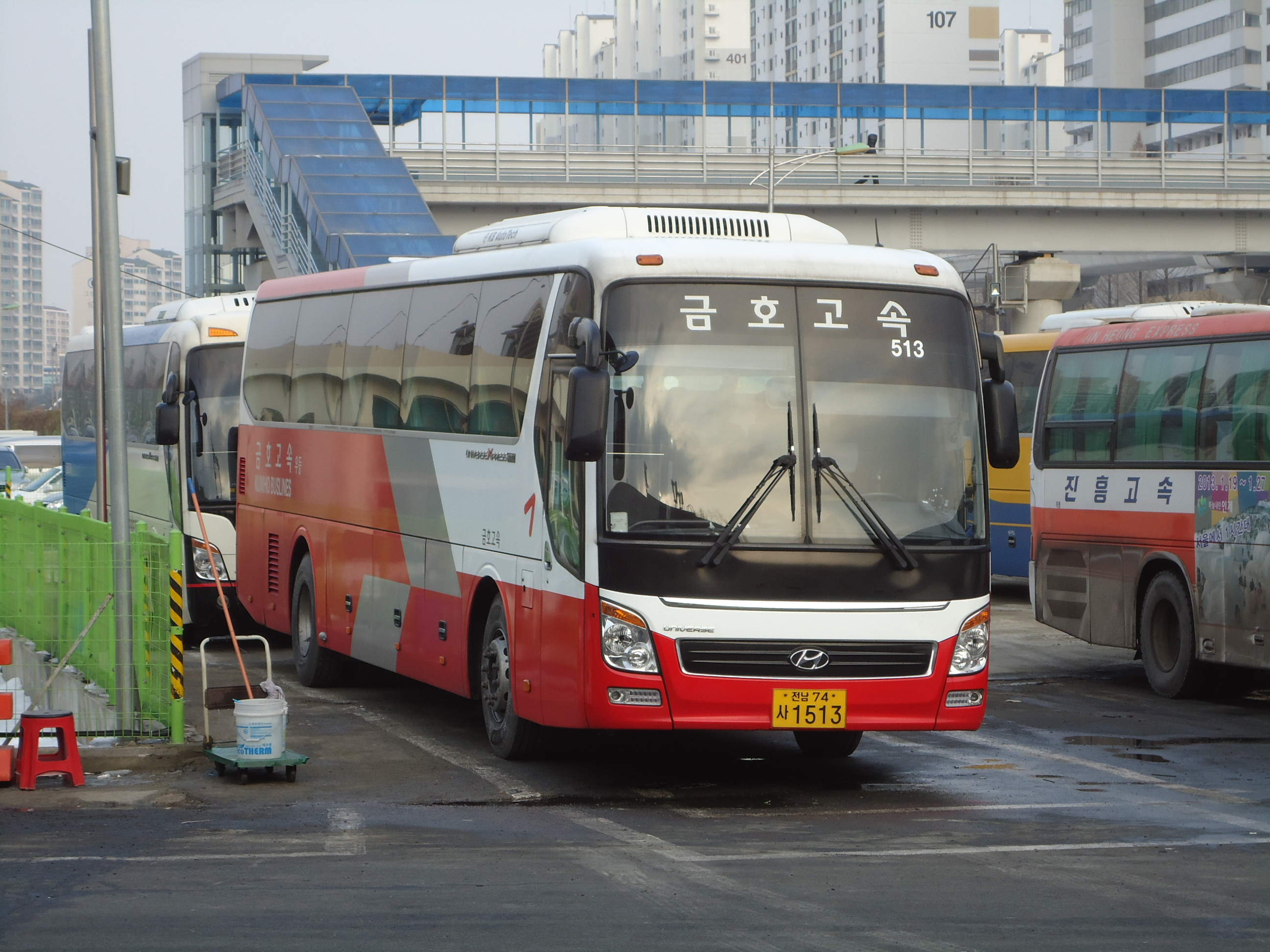
현대 뉴 프리미엄 유니버스 익스프레스 노블
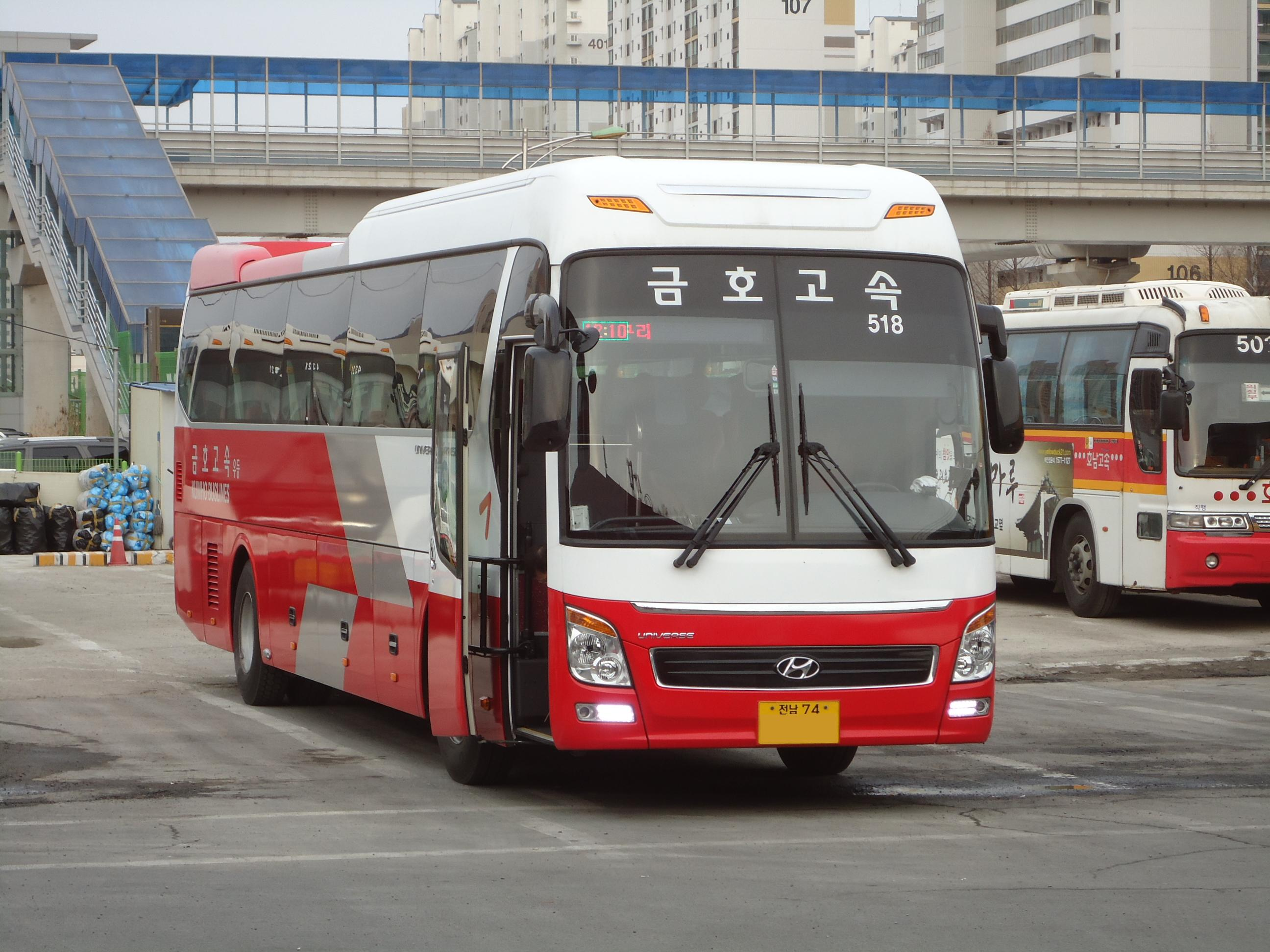
현대 뉴 프리미엄 유니버스 익스프레스 노블
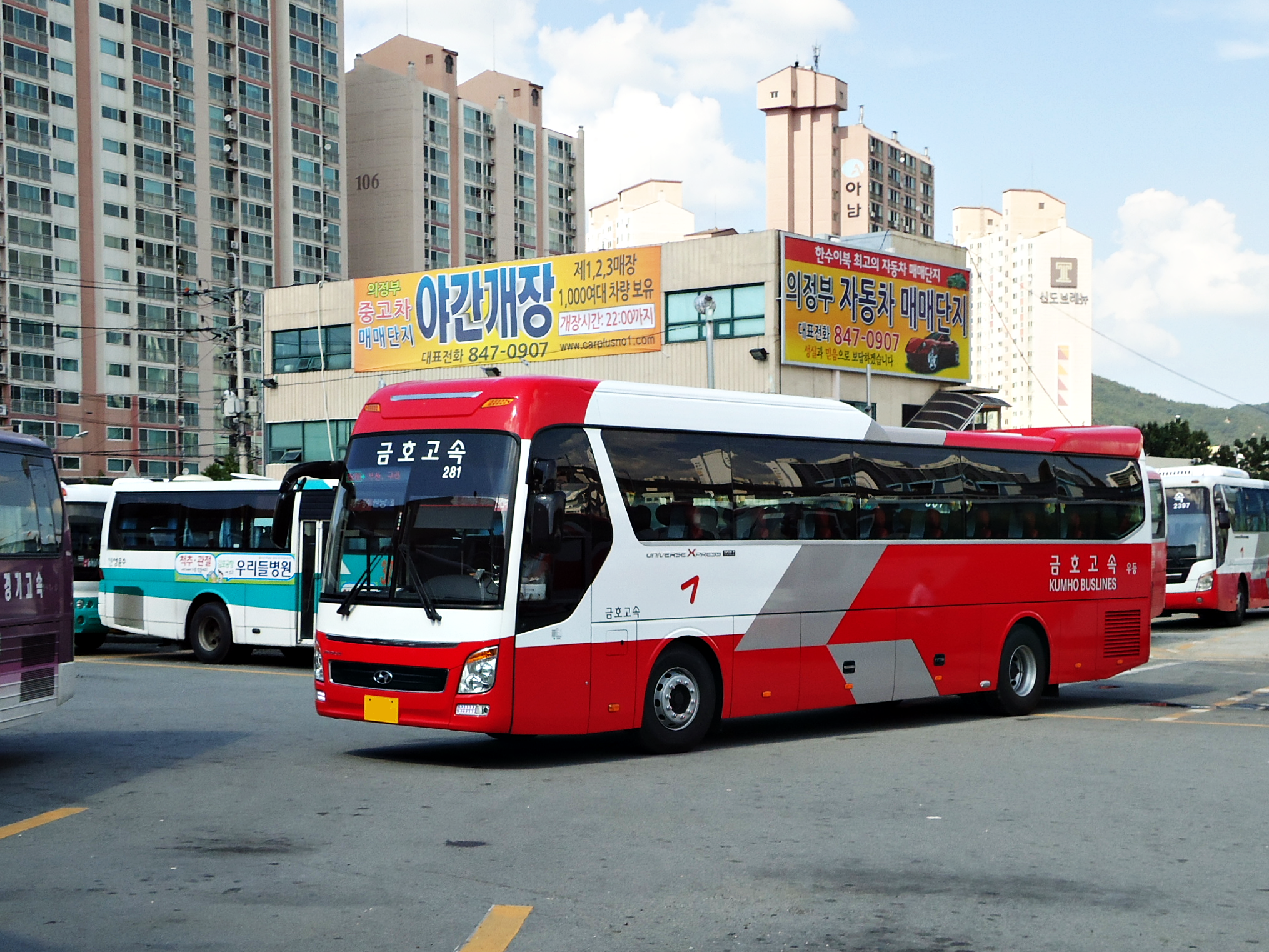
현대 뉴 프리미엄 유니버스 익스프레스 노블
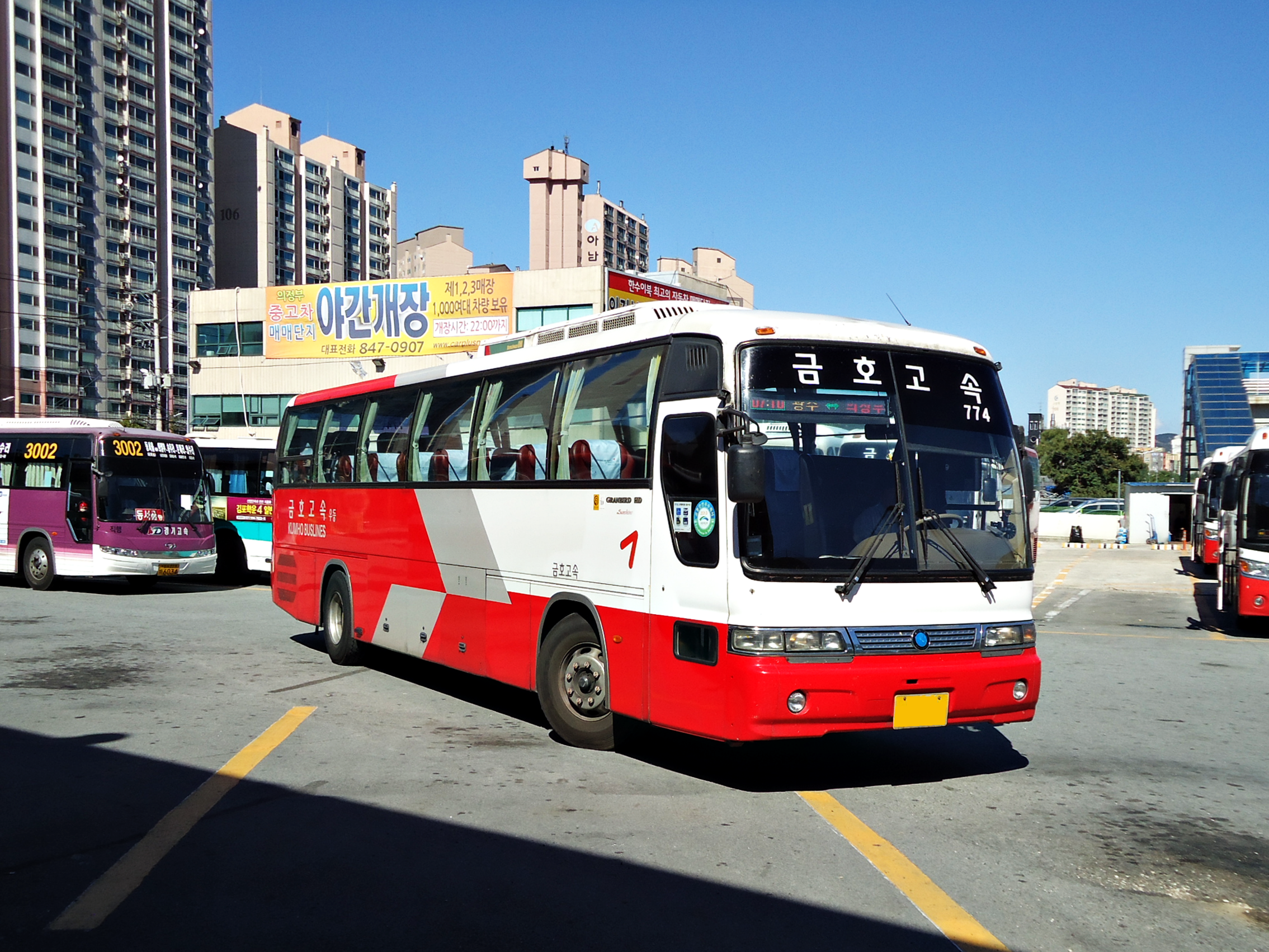
기아 그랜버드 HD 선샤인
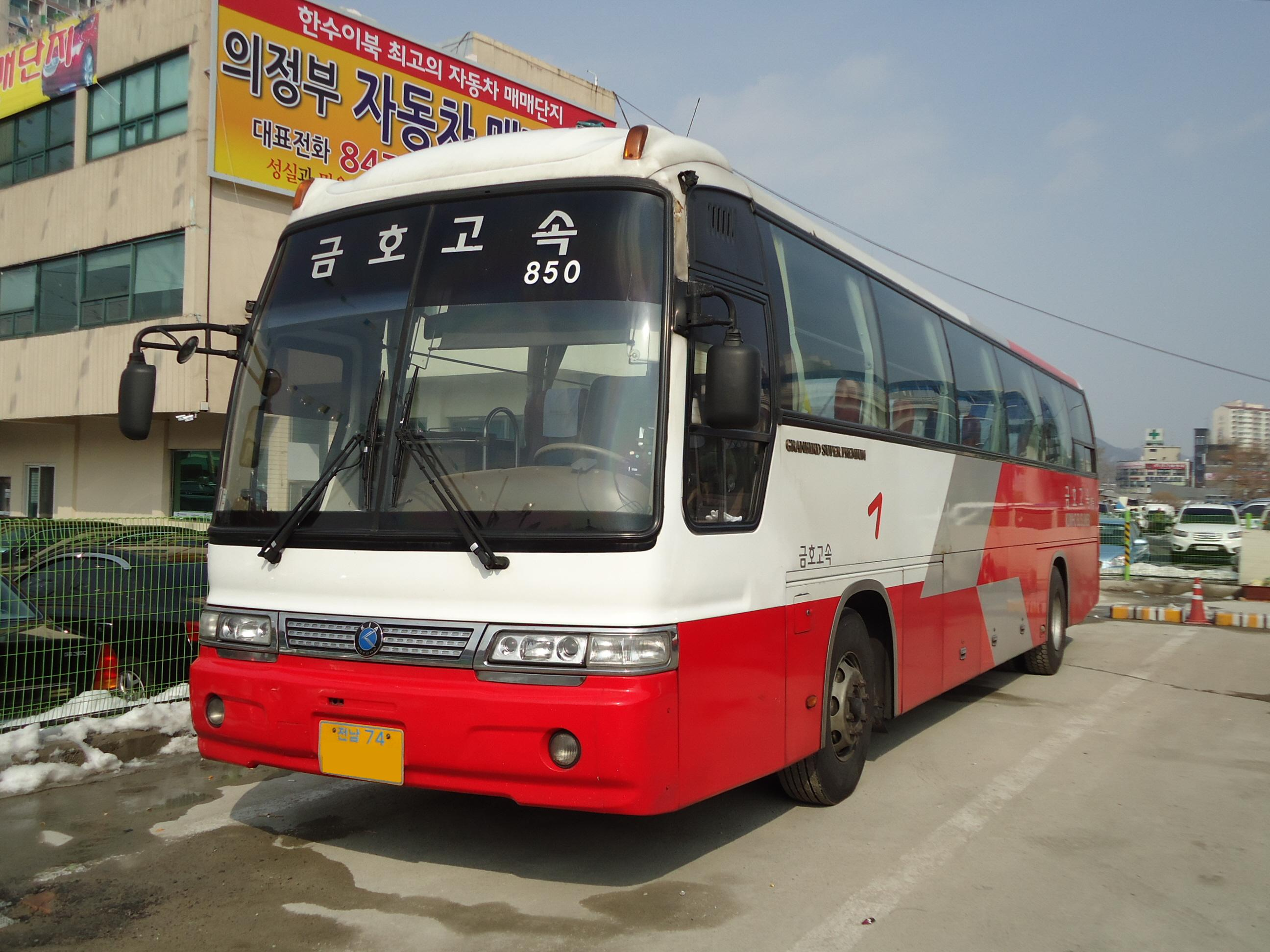
기아 그랜버드 슈퍼 프리미엄 선샤인
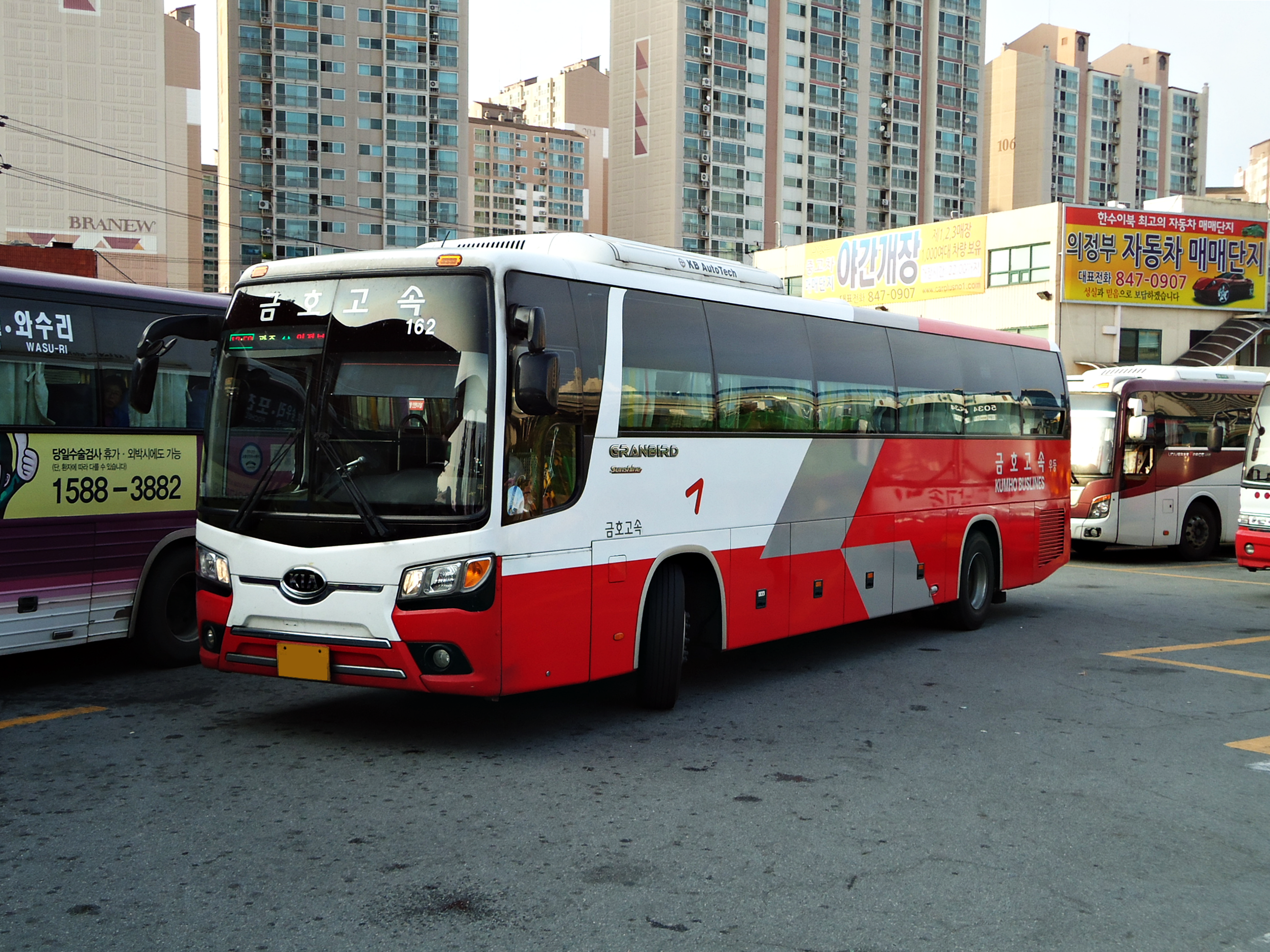
기아 뉴 그랜버드 이노베이션 선샤인
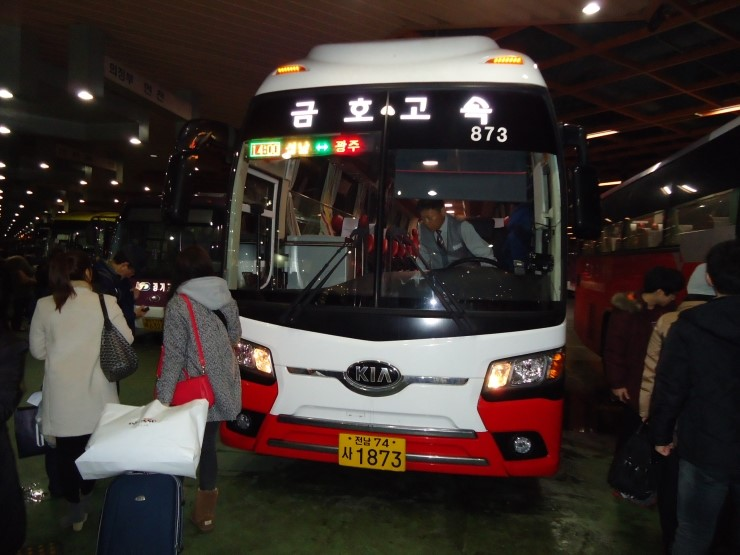
기아 뉴 그랜버드 이노베이션 선샤인
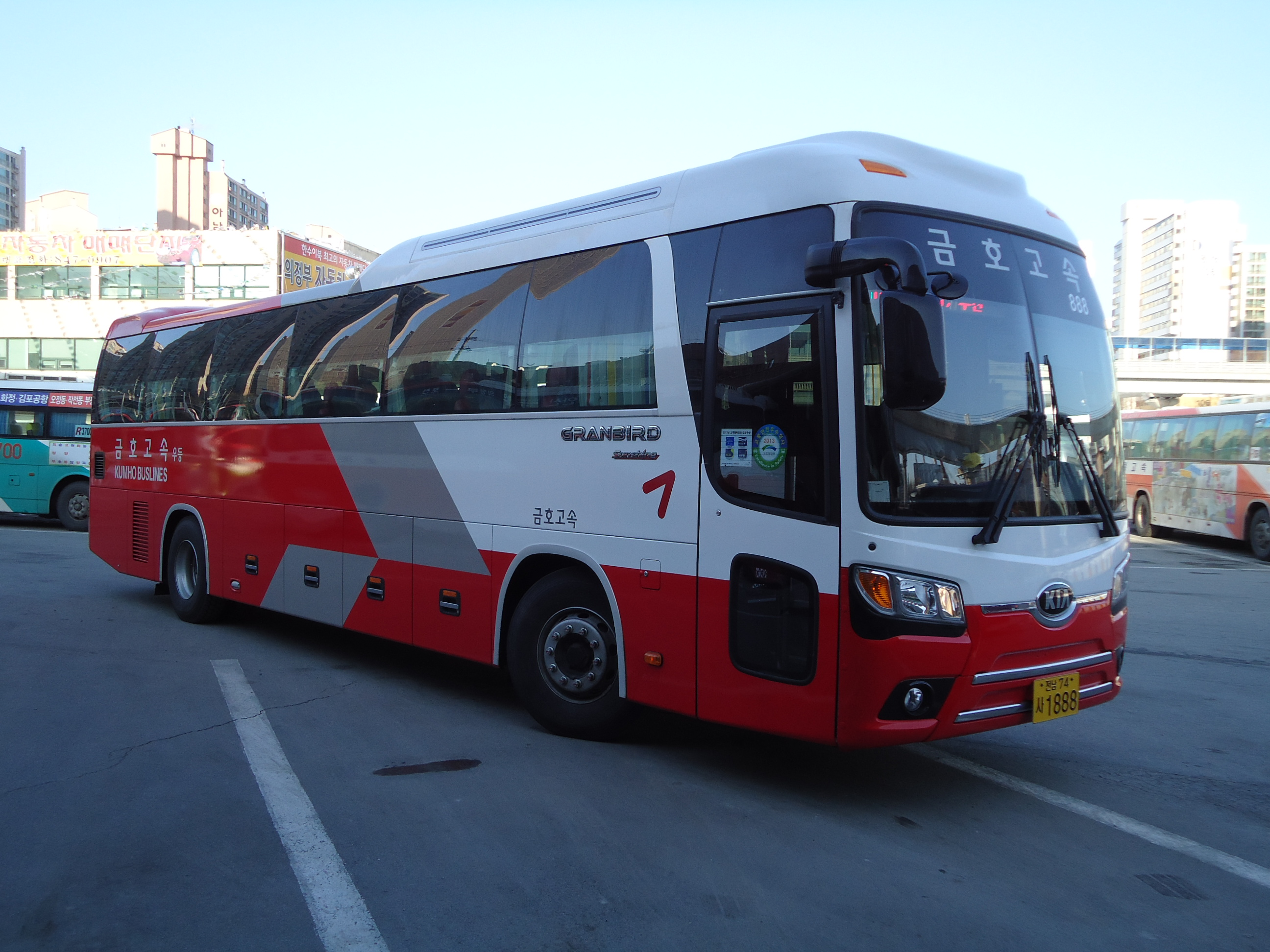
기아 뉴 그랜버드 이노베이션 선샤인
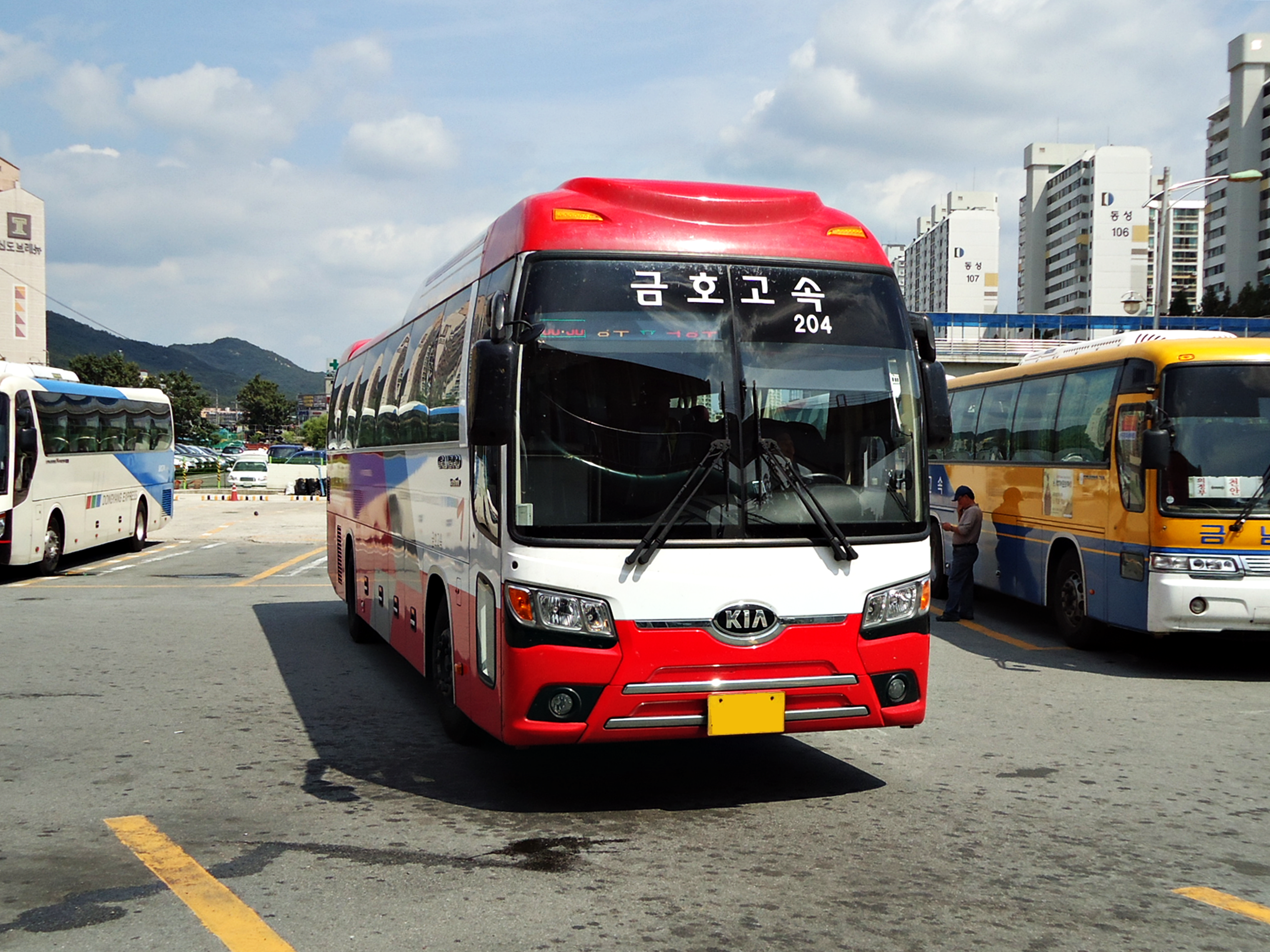
기아 뉴 그랜버드 이노베이션 선샤인
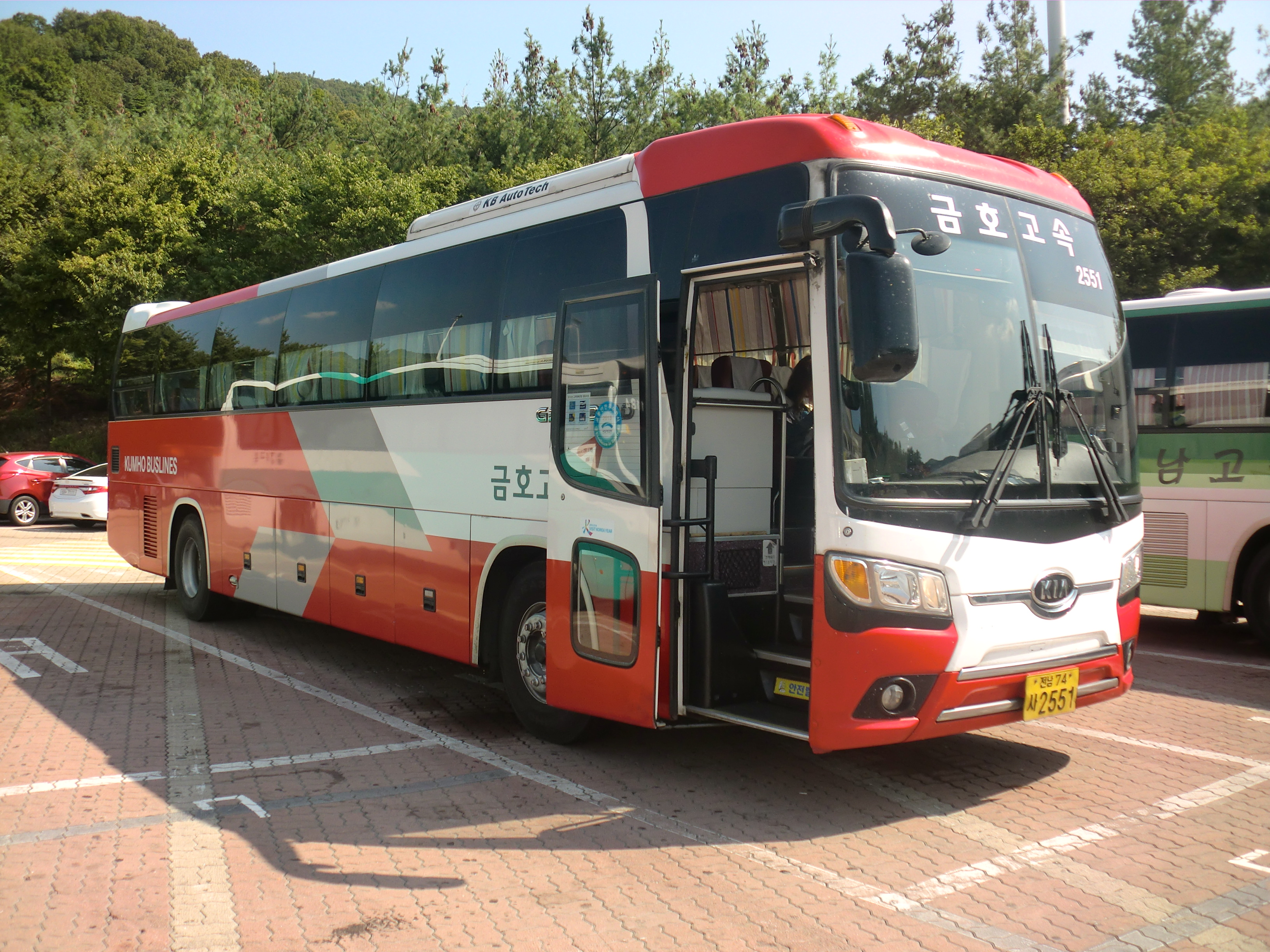
기아 뉴 그랜버드 이노베이션 선샤인
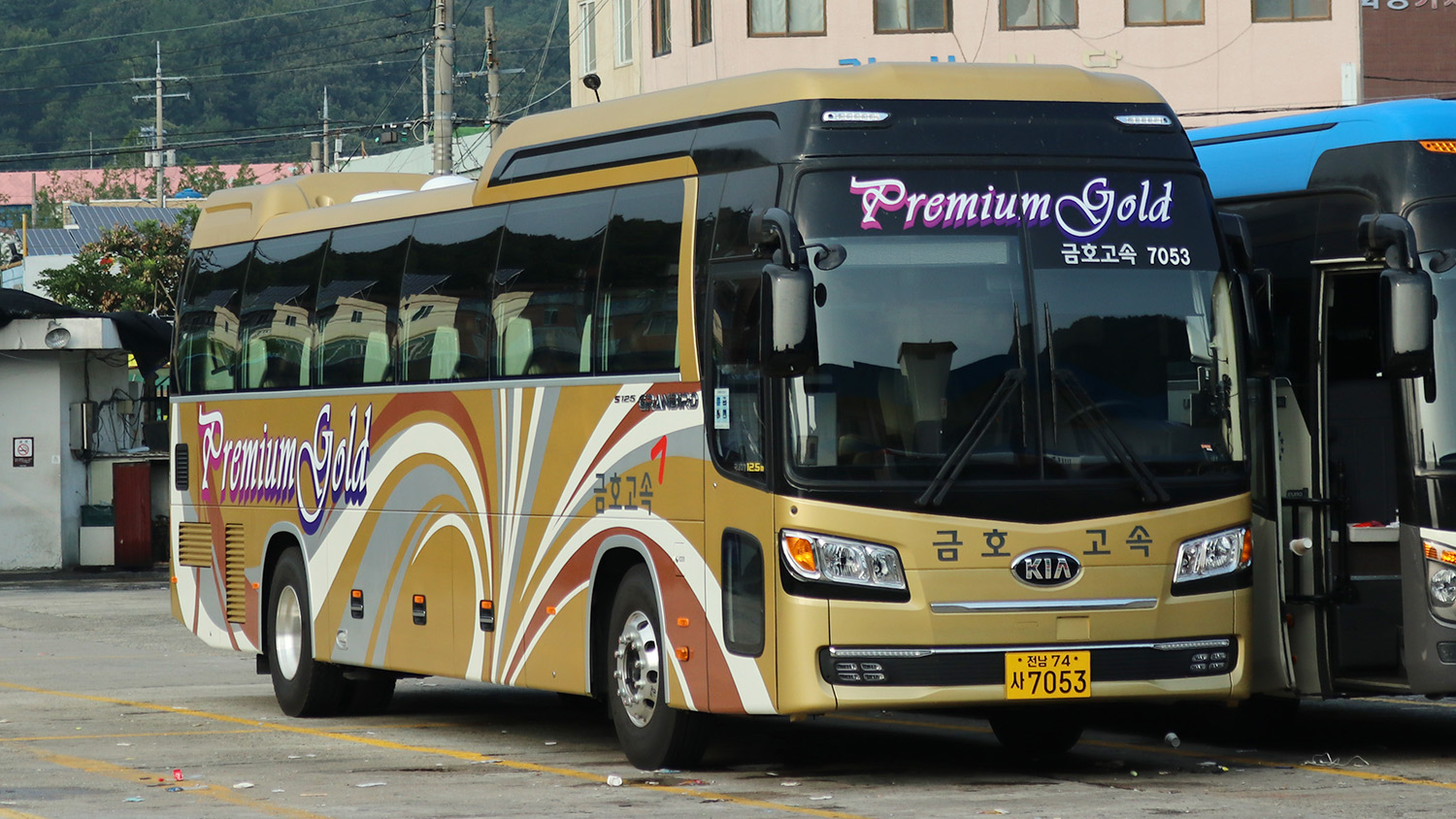
기아 뉴 그랜버드 이노베이션 실크로드 프리미엄 고속버스
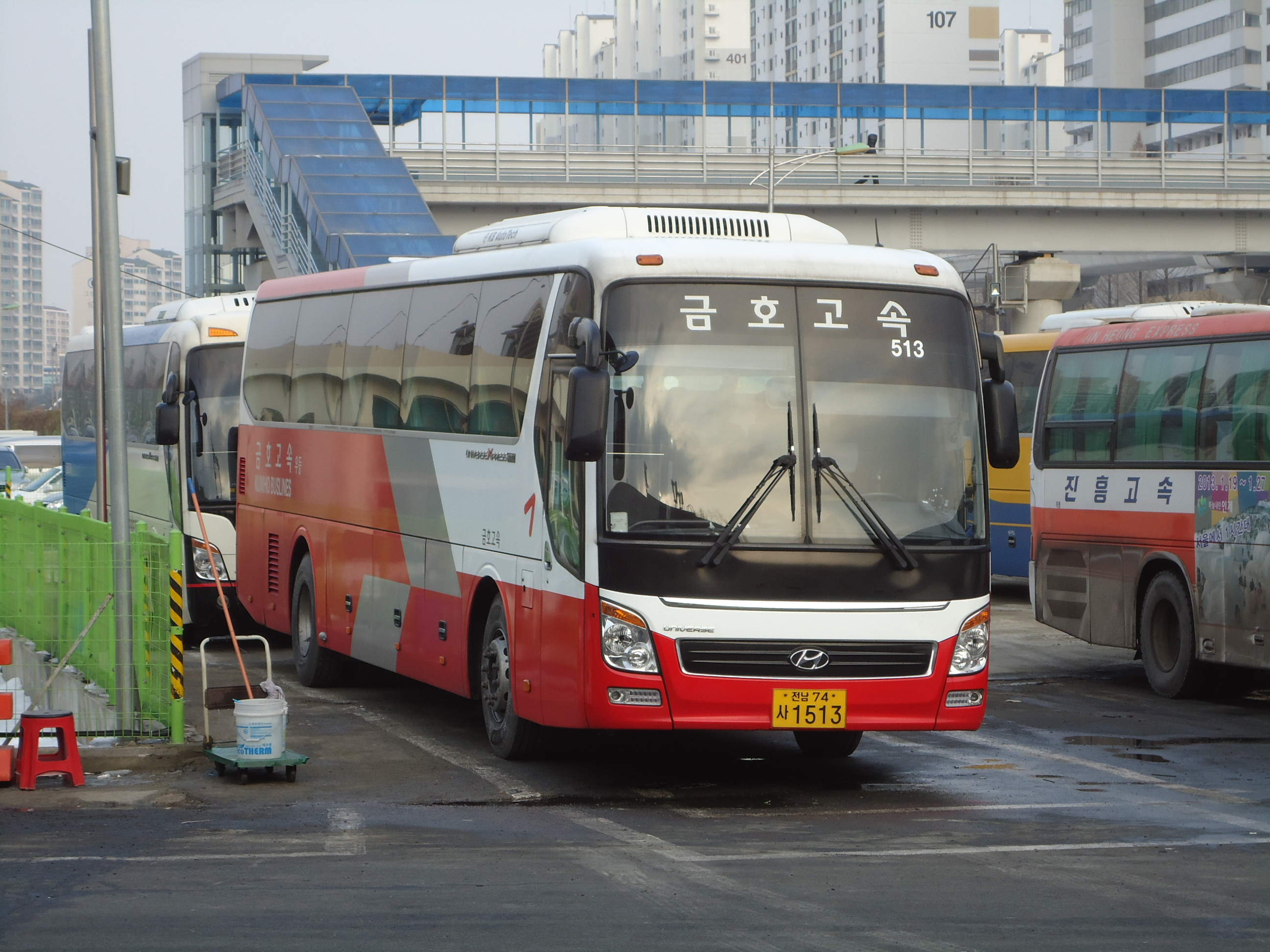
유니버스
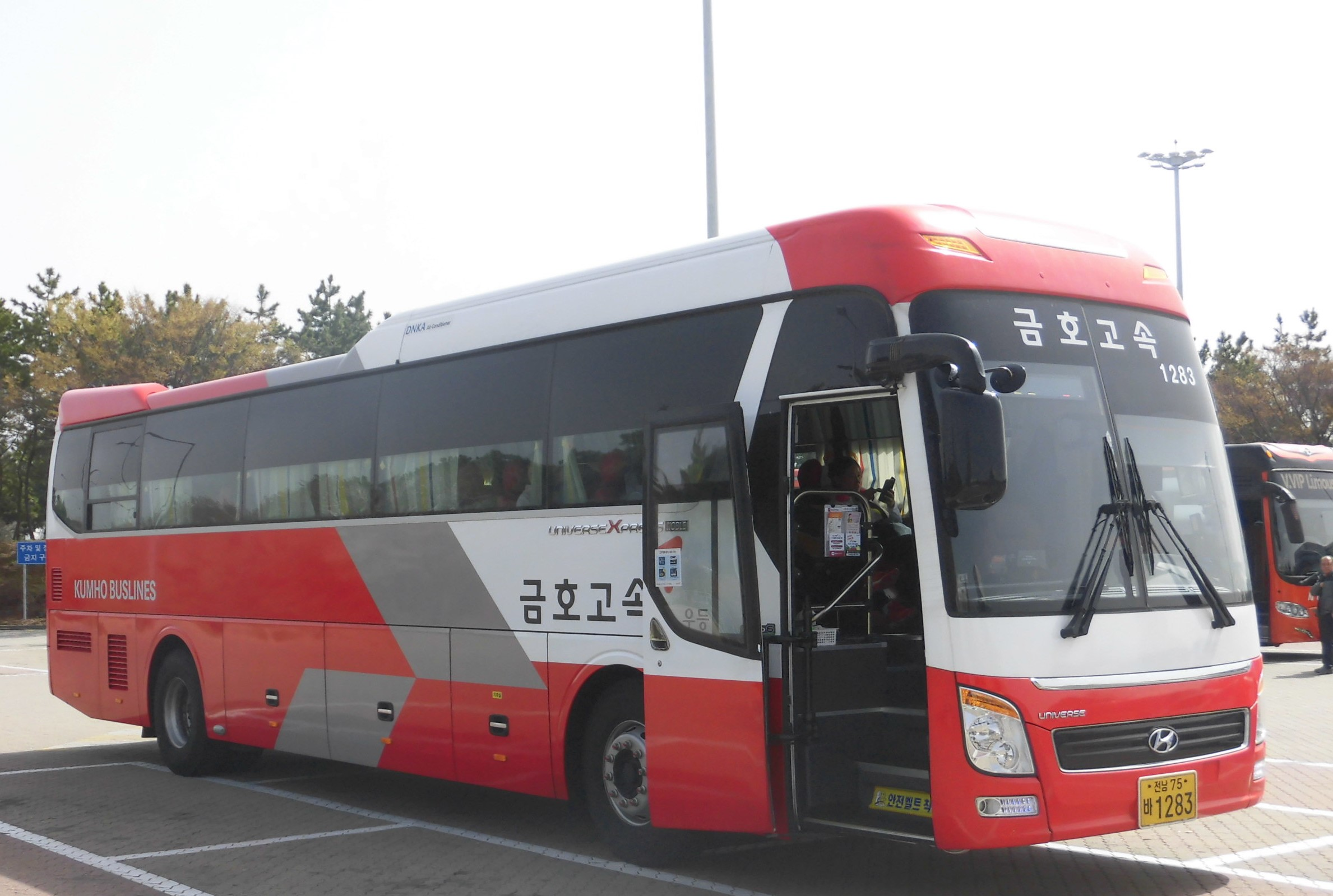
유니버스

## 본점 및 지점 현황

### 금호고속 주식회사
- 본사 및 고속본부: 광주광역시 서구 무진대로 904 (광천동)
- 목포터미널: 전라남도 목포시 영산로 525 (상동)
- 여수터미널: 전라남도 여수시 오림1길 2 (오림동)
- 순천터미널: 전라남도 순천시 장천3길 13 (장천동)
- 광양터미널: 전라남도 광양시 광양읍 인서리 238
- 부산터미널: 부산광역시 금정구 중앙대로 2238 (노포동)
- 동대구터미널: 대구광역시 동구 동부로 149 (신천동)
- 전주터미널: 전북특별자치도 전주시 덕진구 가리내로 70 (금암동)
- 군산터미널: 전북특별자치도 군산시 해망로 30 (경암동)
- 공주터미널: 충청남도 공주시 신관로 74 (신관동)
- 논산터미널: 충청남도 논산시 계백로 973 (취암동)
- 금산터미널: 충청남도 금산군 금산읍 후곤천길 77
- 김제터미널: 전북특별자치도 김제시 동서로 241 (요촌동)
- 익산터미널: 전북특별자치도 익산시 익산대로 56 (평화동)
- 해남터미널: 전라남도 해남군 해남읍 해남로 8
- 진도터미널: 전라남도 진도군 진도읍 남문길 5
- 장흥터미널: 전라남도 장흥군 장흥읍 중앙로1길 8

### 금호익스프레스주식회사
- 본점: 광주광역시 서구 무진대로 904 (광천동)
- 고속사업부, 관광사업부: 전라남도 화순군 백아면 옥리길 14-7 (금호화순리조트 아쿠아나) - 차적지
- 오토구리스: 경기도 부천시 오정구 오정로 79 (삼정동)
- 정비공장: 광주광역시 남구 송암로 78 (송하동)
- 관광사업부 부산: 부산광역시 사상구 새벽로223번길 49 (괘법동)
- 관광사업부: 광주광역시 서구 무진대로 904 (광천동)
- 관광사업부 대구: 대구광역시 동구 동부로 149 (신천동)
- 대전(유성)지점: 대전광역시 유성구 장대로 54 (장대동)
- 전주지점: 전북특별자치도 전주시 덕진구 가리내로 70 (금암동)